# Айова
Айова (англ. Iowa, американское произношение: [ˈaɪəwə] (слушать)о файле; варианты ударения: А́йова и Айо́ва) — 29-й по счёту штат США, расположенный на Среднем Западе в области, называемой «Сердце Америки». Айова является частью бывшей французской колонии «Новая Франция», перешедшей к США в результате Луизианской покупки. Поселенцами был заложен фундамент сельскохозяйственной экономики штата, расположенного в центре кукурузного пояса США. Штат иногда называют продовольственной столицей мира.
Название штата позаимствовано от наименования айова, одного из индейских племён, проживавших на территории штата до прихода европейских поселенцев.
Во второй половине XX века в Айове был осуществлён переход от сельскохозяйственной к многоотраслевой экономике, включающей передовые производственные, обрабатывающие, финансовые услуги, информационные технологии, биотехнологии и экологически чистое производство энергии. Занимает 26-е место по территории в США и 31-е по численности населения. Столица и крупнейший город штата — Де-Мойн. Айова относится к числу самых безопасных штатов страны.

## География

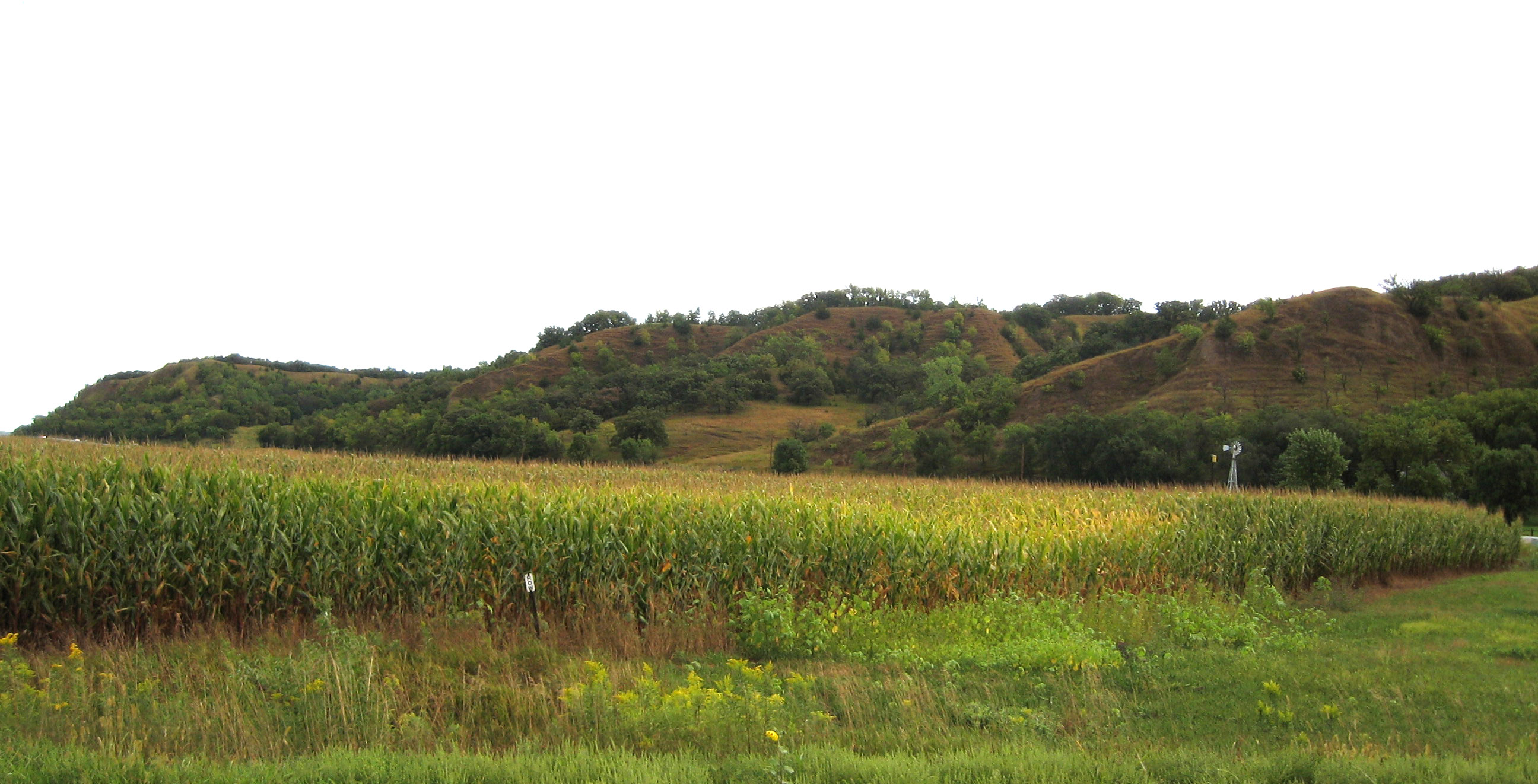
Природа округа Гаррисон

### Границы
Штат расположен в междуречье крупнейших рек — Миссисипи и Миссури. Он граничит со штатами Миннесота, Южная Дакота, Небраска, Миссури, Иллинойс и Висконсин. Северная граница Айовы проходит по линии 43° 30′ северной широты. Южная граница — река Де-Мойн и линия 40° 35′ северной широты. Эти границы установлены согласно решению Верховного суда США в деле «Штат Миссури против штата Айова» 1849 года.
Айова включает в себя 99 округов, но 100 окружных центров, так как округ Ли имеет два окружных центра.

### Геология и рельеф
Наивысшая точка штата — Хокай-Пойнт (509 м), точка наименьшего уровня над морем — равнина Киокак, 146 м. Средняя высота над уровнем моря — 335 метров.

### Климат
Континентальный климат с большим количеством осадков. Лето жаркое, влажное, температура часто превышает 35 °C. В зимнее время средняя температура колеблется от −3 °C на юго-востоке до −7 °C на северо-западе. Штат периодически подвергается наводнениям, бурям и торнадо.

## Население
По оценке Бюро переписи населения США по состоянию на 1 июля 2018 года численность населения штата составляет 3 156 145 человек.
72,2 % населения рождены в штате, 23,2 % — в других штатах США, 0,5 % — в Пуэрто-Рико или за рубежом от родителей-граждан США и 4,1 % — за рубежом.
Согласно данным за 2007 год, естественный прирост населения составлял 53 706 человек (197 163 новорожденных и 143 457 умерших). Население выросло также за счёт иммиграции из-за границ США на 29 386 человек, но сократилось на 41 140 человек по причине миграции за пределы штата внутри США.
6,1 % населения Айовы составляют дети в возрасте до 5 лет, 22,6 % — до 18 лет, 14,7 % — люди 65 лет и старше, 49,2 % населения — мужчины. Центром населённости Айовы является город Маршалтаун.

### Национальный состав
Согласно переписи населения США 2010 года 91,3 % населения штата составляют белые (неиспаноговорящие белые — 88,7 %), афроамериканцы — 2,9 %, индейцы и коренные жители Аляски — 0,4 %, азиаты — 1,7 %, коренные жители Гавайских островов и других островов Тихого океана — 0,1 %, представители двух и более рас — 1,8 %. 5,0 % населения составляют лица испанского или латиноамериканского происхождения (независимо от расовой принадлежности).
Этнический состав: американцы немецкого происхождения — 35,7 %, ирландского — 13,5 %, британского — 9,5 %, «американцы» — 6,6 %, норвежцы — 5,7 % и др.

### Религиозная принадлежность
Согласно исследованию Городского университета Нью-Йорка 2001 года 52 % жителей Айовы относили себя к протестантам, 23 % к католикам и 6 % к другим религиям. 13 % опрошенных отнесли себя к атеистам и 5 % не ответили. Крупнейшими протестантскими церквями по данным 2000 года являются Евангелическо-лютеранская церковь Америки с 268 543 последователями (15.5 % их заявивших о членстве в религиозной организации) и Объединённая методистская церковь с 248 211 последователями (14.5 %).

## Экономика

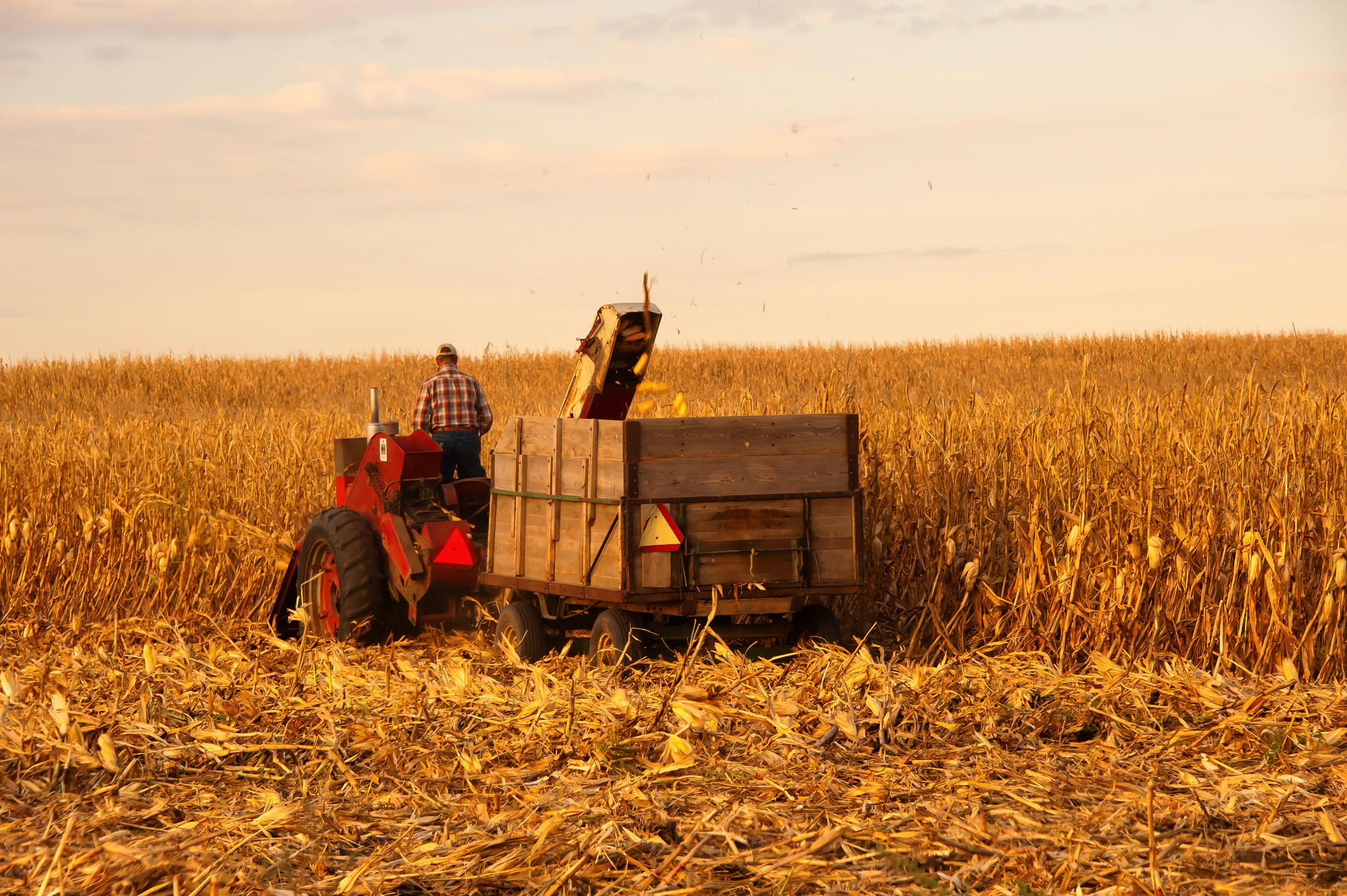
Сбор урожая кукурузы в округе Стори

ВВП штата в 2022 году составил 177,19 миллиардов долларов США.
Айова является ведущим сельскохозяйственным штатом (в 1989 на каждых 27 жителей приходилось по одной ферме). В сельском хозяйстве доминируют кукуруза, соя, овёс, мясное животноводство (штат лидирует по производству свинины). Избыточное применение химикатов привело к серьёзным экологическим проблемам, что заставляет многих фермеров переходить на экологически чистое сельское хозяйство.
Промышленность ориентирована на обслуживание нужд сельского хозяйства.
К 1980-м годам в штате сложилась развитая сфера услуг, в которой занято больше людей, чем в сельском хозяйстве и промышленности в целом (Де-Мойн является крупным центром страхового бизнеса).
После серьёзных экономических трудностей 80-х годов XX века началась интенсивная диверсификация экономики (развитие электроники, частичная легализация игорного бизнеса и т. д.).

## Образование и культура
- Три крупнейших университета штата являются государственными. Университет Айовы находится в г. Айова-Сити. Университет Айовы является лучшим в таких областях как право, медицина, бизнес и социальные науки. Старейший юридический факультет к западу от р. Миссисипи. Университет Штата Айова расположен в г. Эймс. Он славится своим инженерным факультетом, хотя и другие факультеты имеют хорошую репутацию. Третьим по численности студентов университетом является Университет Северной Айовы. Он находится в г. Сидар-Фолс. Следует также упомянуть частный Университет Дрейка, расположенный в г. Де-Мойн. Самым лучшим же частным колледжем Айовы является Гриннеллский колледж.
- Музей естественной истории, художественный музей (создан в 1969 году) на основе частной коллекции, включает работы Пикассо, Матисса, Кандинского, Миро.
- Крупные медицинские учреждения.
- Библиотека насчитывает более 3,1 млн томов.
- Де-Мойн является родным городом для участников известной ню-метал группы Slipknot, штат упоминается в песнях группы, а альбом Iowa назван в честь штата.

## Крупнейшие города
- Айова-Сити
- Берлингтон
- Беттендорф
- Давенпорт
- Де-Мойн
- Дубьюк
- Уэст-Де-Мойн
- Каунсил-Блафс
- Клинтон
- Маршалтаун
- Маскатин
- Мейсон-Сити
- Марион
- Оттамуа
- Сидар-Рапидс
- Сидар-Фолс
- Су-Сити
- Эрбандейл
- Уотерлу
- Форт-Додж
- Эймс
- Анкени
- Джордж (Айова)